# Grace Reid
Grace Reid (Edimburgo, 9 de mayo de 1996) es una deportista británica que compite en saltos de trampolín.
Ganó tres medallas en el Campeonato Mundial de Natación entre los años 2017 y 2024, y seis medallas en el Campeonato Europeo de Natación entre los años 2016 y 2022.
En los Juegos Europeos de Cracovia 2023 consiguió dos medallas, plata en trampolín 3 m sincro mixto y bronce en trampolín 1 m.
Participó en dos Juegos Olímpicos de Verano, ocupando el octavo lugar en Río de Janeiro 2016 (individual) y el sexto en Tokio 2020 (sincronizado).

## Palmarés internacional
| Campeonato Mundial | Campeonato Mundial    | Campeonato Mundial | Campeonato Mundial         |
| Año                | Lugar                 | Medalla            | Prueba                     |
| ------------------ | --------------------- | ------------------ | -------------------------- |
| 2017               | Budapest (Hungría)    | Medalla de plata   | Trampolín 3 m sincro       |
| 2022               | Budapest (Hungría)    | Medalla de bronce  | Trampolín 3 m sincro mixto |
| 2024               | Doha (Catar)          | Medalla de plata   | Trampolín 1 m              |
| Juegos Europeos    |                       |                    |                            |
| Año                | Lugar                 | Medalla            | Prueba                     |
| 2023               | Rzeszów (Polonia)     | Medalla de plata   | Trampolín 3 m sincro mixto |
| 2023               | Rzeszów (Polonia)     | Medalla de bronce  | Trampolín 1 m              |
| Campeonato Europeo |                       |                    |                            |
| Año                | Lugar                 | Medalla            | Prueba                     |
| 2016               | Londres (Reino Unido) | Medalla de oro     | Trampolín 3 m sincro mixto |
| 2016               | Londres (Reino Unido) | Medalla de bronce  | Trampolín 3 m              |
| 2018               | Glasgow (Reino Unido) | Medalla de oro     | Trampolín 3 m              |
| 2018               | Glasgow (Reino Unido) | Medalla de plata   | Trampolín 3 m sincro mixto |
| 2022               | Roma (Italia)         | Medalla de plata   | Trampolín 3 m sincro mixto |
| 2022               | Roma (Italia)         | Medalla de bronce  | Equipo mixto               |